# Rock the Nations
Rock the Nations è l'ottavo album dei Saxon, uscito nel 1986 per l'Etichetta discografica Capitol Records.

## Il disco
Segna l'addio di Steve Dawson, che abbandonò il gruppo durante il processo compositivo a causa di pressioni della moglie, stanca di vederlo partire per lunghe tournée. Il disco presenta una collaborazione illustre, dal momento che Elton John suona il piano in due brani. È un lavoro dove il gruppo si riappropria in parte della durezza abbandonata con il precedente Innocence Is No Excuse, ma fondamentalmente poco apprezzato da parte dei fan, che reputano molte delle canzoni deboli, nonostante vi sia comunque un classico come la title track. Probabilmente all'origine della sfortuna del disco giocarono le condizioni difficili in cui venne elaborato: Dawson lasciò all'inizio del processo compositivo e non venne trovato un sostituto in tempi utili, tanto che le linee di basso vennero registrate da Biff Byford, nonostante furono attribuite a Paul Johnson, entrato nel gruppo poco dopo la fine delle registrazioni.

## Tracce
1. Rock the Nations - 4:40
2. Battle Cry - 5:26
3. Waiting for the Night (Byford/Glockler) – 4:51
4. We Came Here to Rock - 4:18
5. You Ain't No Angel - 5:28
6. Running Hot (Byford/Quinn/Oliver/Dawson/Glockler) - 3:35
7. Party Til You Puke - 3:25
8. Empty Promises - 4:09
9. Northern Lady - 4:42

- Tutte le canzoni, tranne dove indicato, sono di Byford, Glockler, Oliver, Quinn.

## Formazione
- Biff Byford - voce
- Graham Oliver - chitarra
- Paul Quinn - chitarra
- Nigel Glockler - batteria
- Paul Johnson - basso (sebbene non riportato, le parti di basso sono state in realtà registrate da Byford prima dell'arrivo di Johnson)

## Membri Esterni
- Elton John - piano nelle tracce 7 e 9